# Schwestern Unserer Lieben Frau (SND)

Die Heilige Julie Billiart: Gründerin der „Kongregation der Schwestern Unserer Lieben Frau“

Die Schwestern Unserer Lieben Frau (lat.: Congregatio Sororum Nostrae Dominae, frz.: Sœurs de Notre Dame, Ordenskürzel: SND) sind eine Kongregation päpstlichen Rechts in der römisch-katholischen Kirche. Sie wurden 1804 von der Heiligen Julie Billiart in Amiens (Frankreich) ins Leben gerufen. Die Hauptaufgabe der Ordensgemeinschaft liegt heute in der Erziehung und Bildung von Jugendlichen. Der Leitspruch lautet: „Ah, qu’il est bon, le bon Dieu“ (dt.: „Wie gut ist der gute Gott“).

## Gründung der Kongregation
Billiart fand in Amiens ein Zuhause und begann 1804 mit der Gründung der Kongregation Schwestern Unserer Lieben Frau. Die Zielsetzung lag in der Unterrichtung junger Frauen. Der Streit zwischen dem französischen Kaiser Napoleon I. und Papst Pius VII. hatte zur Folge, dass 1809 die Gründerin aus Frankreich vertrieben wurde. Sie fand ihre neue Heimstätte in Namur (Belgien) und errichtete hier die Kongregation Schwestern Unserer Lieben Frau von Namur. Die Intention von Mutter Julie wurde von weiteren Kongregationen übernommen, heute bestehen noch drei selbständige Ordensgesellschaften, hierzu zählen:
- die 1804 gegründete Kongregation  Schwestern Unserer Lieben Frau von Namur,
- die 1819 gegründete Kongregation Schwestern Unserer Lieben Frau von Amersfoort (Niederlande) und
- die 1850 gegründete Kongregation der Schwestern Unserer Lieben Frau von Coesfeld (Deutschland).

## Deutsche Kongregation
Die Lehrerinnen Hilligonde Wolbring und Lisette Kühling, die an der Coesfelder Mädchenschule unterrichteten, entwickelten zusammen mit Kaplan Theodor Elting den Gedanken, eine eigenständige Kongregation zu gründen. In ihren Vorbereitungsarbeiten stießen die beiden Pädagoginnen auf die Ordensgemeinschaft in Amersfoort. Nach längerem Bitten entsandten die Schwestern von Amersfoort zwei Abgeordnete nach Coesfeld, die im Jahre 1850, gemeinsam mit den Postulantinnen Hilligonde und Lisette, den Aufbau der Gemeinschaft umsetzten. Im bischöflichen Auftrag begleitete Kaplan Elting den Aufbau und förderte die Verbreitung in Deutschland. Der Kulturkampf in Preußen zwang die Schwestern 1874 dazu, Deutschland zu verlassen, sie übersiedelten nach Nordamerika. 1888 konnten sie zurückkehren und errichteten das neue Mutterhaus in Mülhausen bei Grefrath am Niederrhein. Es wurde im August 2022 geschlossen.
1941 wurde die Arbeit der Schwestern durch die Hitlerdiktatur unterbrochen; die Geheime Staatspolizei beschlagnahmte das Mutterhaus und vertrieb die Schwestern. Nach Kriegsende wurde Mülhausen wieder Ordensmittelpunkt. Die Kongregation breitete sich rasch aus, auch in anderen Ländern Europas und in Übersee. 1947 wurde das Mutterhaus mit dem Generalat nach Rom verlegt.
In Deutschland war die Kongregation in drei Provinzen aufgeteilt:
- die Westfälische Provinz mit dem Provinzhaus Kloster Annenthal bei Coesfeld,
- die Norddeutsche Provinz mit dem Provinzhaus Marienhain in Vechta und
- die Rheinische Provinz mit dem Provinzhaus Grefrath-Mülhausen.

Im Januar 2008 wurden die drei Provinziale zur „Maria Regina Provinz Coesfeld“ vereinigt. Dann schlossen sich die deutsche und die niederländische Provinz zu einer europäischen Provinz zusammen. Deren Provinzialoberin ist seit 2023 Schwester Paula Wessel.
Der Schwerpunkt der Tätigkeit der Kongregation lag und liegt in pädagogischen und sozialen Institutionen. Die Schwestern gründeten oder übernahmen zahlreiche Schulen, Kinderheime, Kindergärten und Ausbildungsstätten, in denen sie selbst unterrichteten, erzogen und betreuten. So führten sie die Liebfrauenschulen in Köln (bis zum 1. Januar 1989) und Vechta (bis zum 1. August 2013). Von 1918 bis zum 1. Januar 1982 waren sie Schulträger der Theresienschule in Berlin, der jahrzehntelang einzigen katholischen Mädchenschule in der DDR.
Wie in vielen ähnlichen Kongregationen ist auch in dieser Gemeinschaft in den letzten Jahrzehnten die Zahl der Schwestern stark rückläufig (Nachwuchsmangel). Deshalb musste inzwischen die Arbeit der Schwestern in vielen pädagogischen und sozialen Einrichtungen aufgegeben werden. Rückblicke in den Medien und in Publikationen wissen jedoch stets von einem aufopferungshaften, selbstlosen und leidenschaftlichen Einsatz der Schwestern für die ihnen Anvertrauten zu berichten.

## Lebensweise
Die Ordensfrauen leben und arbeiten in Gemeinschaften, sie versehen ihre Arbeit  im Dienst der Kirche. Die Schwestern leben in keiner Klausur und sind auch nicht an ein vorbestimmtes Haus gebunden. Als Ordensgrundlage und richtungweisend für die Lebensgestaltung betrachten die Ordensfrauen das Wort Gottes in der  Heiligen Schrift. Als Schwestern Unserer Lieben Frau steht ihnen die  Gottesmutter besonders nahe. Leitidee für den Arbeitseinsatz der Schwestern ist der Auftrag zu den Menschen zu gehen: „Ich möchte über die ganze Erde gehen, um diese armen kleinen Geschöpfe ... zu lehren, was ihre Seele wert ist“. (Julie Billiart, Brief 56)

## Organisation
Von der deutschen Delegation ausgehend erweiterte sich die Kongregation zu einer internationalen Ordensgemeinschaft. Heute zählen zu  ihr ca. 2500 Mitglieder in Europa, Nord- und Südamerika, Asien, Ozeanien und Afrika an. Seit 1947 hat das Generalhaus seinen Sitz in Rom. Das Generalat besteht aus der  Generaloberin und ihren fünf international besetzten Generalassistentinnen.
Innerhalb der internationalen Kongregation gibt es drei Führungsebenen: 
- Die Generaloberin leitet, unterstützt von ihren Assistentinnen, die gesamte Kongregation, sie wird für sechs Jahre gewählt;
- Die Provinzoberin leitet und koordiniert die Arbeit eines Provinzials, sie wird ebenfalls für sechs Jahre gewählt und kann für drei weitere Jahre bestätigt werden;
- Die Lokaloberin leitet das Leben der Schwestern in einem Haus, sie sorgt sich um die Gemeinsamkeit und achtet darauf, dass niemand durch Überlastung im Berufsleben daran gehindert wird.